# Edgar Kant
Edgar Kant, född 21 februari 1902 i Tallinn, Kejsardömet Ryssland, död 16 oktober 1978 i Lund, var en estnisk och sedermera svensk-estnisk kultur- och ekonomisk geograf.

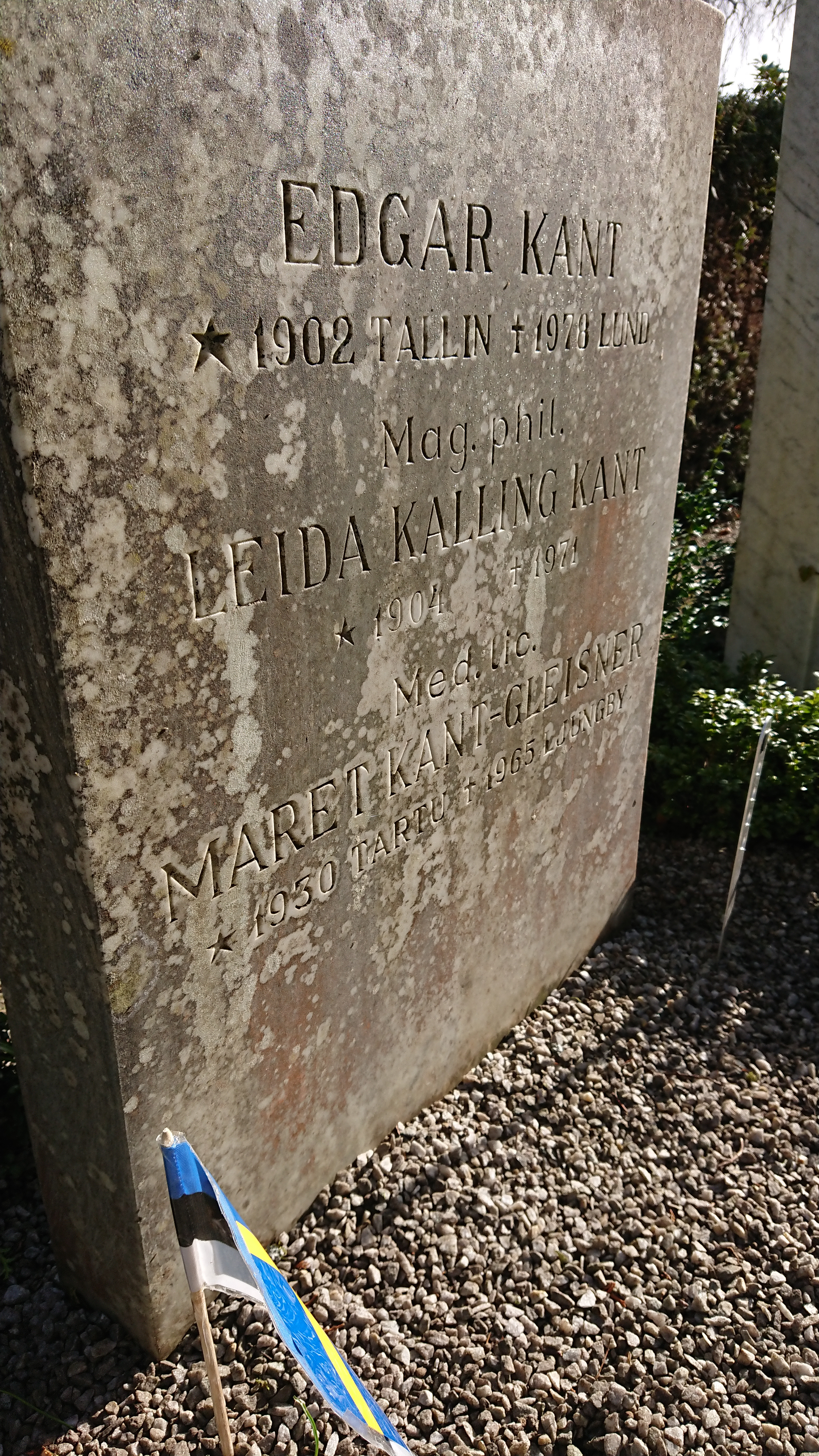
Kants familjegrav i Lund, Sverige.

## Biografi
Kant studerade vid Tallinnsällskapets Folkuniversitet och fortsatte därefter vid Tartu universitet 1928 under ledning av den finländske geografen Johannes Gabriel Granö. Han studerade sedan vid universiteten i Wien, Paris, Grenoble, Szeged och Amsterdam, handelsuniversitetet i St. Gallen och Arkivet för världsekonomin i Hamburg. Han gjorde resor till Norge, Ungern, Schweiz, Frankrike, Algeriet och Holland.
Kant började sin karriär som assistent vid geografisk byrån vid Tartu universitet med bland annat fältstudier i de estniska provinserna Tartumaa och Setumaa. 1934 blev han filosofie doktor på vid Tartu universitet, och samma år även lektor vid universitetet. Två år senare blev han professor i ekonomisk geografi. Han var prodekan för ekonomiska avdelningen 1936–1938 och prorektor vid universitetet 1938–1940.
När Estland ockuperades av Sovjetunionen 1940 blev han avstängd från alla sina uppdrag. Han gick in i estniska hemvärnet och den estniska motståndsrörelsen där han deltog i befrielsekampen i södra Estland under sommaren 1941. Efter den sovjetiska evakuering samma år blev han utsedd tillfällig rektor vid Tartu universitet av chefen för Estlands hemvärn, Friedrich Kurg. Denna plats innehade han fram till september 1944, då han flydde till Sverige efter den förnyade sovjetiska ockupationen av Estland.
I Sverige arbetade han till en början på arkivet vid Lunds universitets geografiska institution och 1947–1950 vid samma institution som forskarassistent. År 1950 utsågs han till lärare i ekonomisk och social geografi vid universitetet och från 1964 (till pensioneringen tre år senare) arbetade han som professor vid ekonomiska-geografiska lärostolen.
Kant utförde under hela sitt aktiva liv omfattande forskning och var en produktiv författare. Han var bland de första att ansluta sig till den kvantitativa revolutionen i geografi.
Kant är begraven på Norra Kyrkogården i Lund, tillsammans med hustru Leida-Kalling Kant och dotter, Maret Gleisner-Kant. Kants son, Mart Kant bor idag i Malmö vid 90 års ålder (2024).
Kant-familjens grav sköts av barnbarnen Miku Lill, Leo Kant och Samuel Lill.